# Epeiroides
Epeiroides là một chi nhện trong họ Araneidae.